# Plezobioza
Plezobioza – rodzaj myrmekobiozy polegający na gniazdowaniu w bliskim sąsiedztwie kilku gatunków mrówek, przy czym gatunki te nie komunikują się między sobą lub komunikują się w nieznacznym stopniu.